# Pentidotea resecata
Pentidotea resecata är en kräftdjursart som beskrevs av William Stimpson 1857. Pentidotea resecata ingår i släktet Pentidotea och familjen tånglöss. Inga underarter finns listade i Catalogue of Life.